# NET 2012
A NET 2012 (a Niederflur-Elektrotriebwagen 2012, „alacsonypadlós elektromos motorvonat 2012” rövidítése) a Vossloh/Stadler Citylink sorozatba tartozó vasútvillamosi motorvonat, amelyeket a Vossloh España, majd annak utódvállalata a Stadler Rail Valencia gyártott a Verkehrsbetriebe Karlsruhe (VBK) számára. A motorkocsikat a Karlsruhe Stadtbahnra fejlesztették ki, és 2014. október 18. óta közlekednek. Üzemeltetőjük a VBK és az Albtal-Verkehrs-Gesellschaft (AVG).

## Történet
2011 októberében a Verkehrsbetriebe Karlsruhe 25 motorvonatot rendelt összesen 75 millió euró értékben 2013 októberi átadási idővel. A szerződésben további 50 járműre vonatkozó opciót fogadtak el. A járműveket a valenciai Vossloh Rail Vehicles gyártotta és szerelte össze. A vállalat az eredeti szállítási határidőt nem bírta tartani, ezért azt 2014 május végére halasztották. 2014 márciusában a gyár saját valenciai tesztpályáján elvégezték az első vezetési és fékezési teszteket. A típus 2015. június 19-én megkapta az EBO-engedélyét, így a járművezető-képzést követően a tervek szerint az Albtal-Verkehrs-Gesellschaft S1/S11 számú egyenáramú vasútvonalain, a Hardtbahnon és az Albtalbahnon is használhatók.
2015 áprilisában további 25 ilyen típusú opciós járművet hívtak le, ebből 14-et az AVG számára. A tervek szerint ezeket a járműveket 2016 áprilisától adták volna át. A 2016. március végén lehívták a maradék 25 opciós egységet is, melyeket a szerződés értelmében 2016 őszétől kezdve kellett átadni az AVG-nek. Ha a 2016. március elején aláírt szállítási szerződés lejárta után egy másik közlekedési vállalat vette volna át a szállítást az Albtalbahnon, akkor az AVG járműveit a karlsruhei kerület vette volna át.
2017-ben megkezdődött a járművek belsejének felújítása. Ennek keretében 30 sárga színű kapaszkodóhurok, az ülésekre további kapaszkodófogantyúk és a középső járműrészben vízszintes kapaszkodórudak, a széles folyosóval rendelkező területeken nagyobb oldalsó üléstávolság, az elsőbbségi ülések között lehajtható kartámaszok és csökkentett megvilágítottság került felszerelésre. Az átalakítás motorvonatokként körülbelül 6000 euróba került. Az akkor még le nem szállított mintegy 40 motorvonat esetében ezeket a kiigazításokat már a gyártónál végezték el.
Az utolsó, 400-as pályaszámú motorvonatot 2019 márciusában adták át.

## Szerkezet
A NET 2012 egy 37,2 méter hosszú, 2,65 méter széles és 3,655 méter magas nyolctengelyes Vossloh gyártmányú Citylink típusú csuklós villamos. A jármű csak az egyik végén kapott vezetőállást, és három járműszegmensből áll. A motorvonat három kocsiszekciója végigjárható, és gumi- és fémfelfüggesztéssel rendelkező hagyományos forgóvázakon nyugszik, illetve légrugózással is rendelkezik. A középső kocsiszekrény két hajtás nélküli futóforgóvázon nyugszik, a két szélső egység egy-egy hajtott forgóvázon fut. A négy háromfázisú vontatómotor egyenként 125 kilowatt teljesítményű. Az öt ajtó 1,3 m széles és 2,1 m magas. A sínkoronától 34 cm-es beszállási magassággal és a külső motoros forgóvázak felett csak néhány centiméterrel megemelt padlóval a járművek 80%-os alacsonypadlós arányt kínálnak. A motorvonatok Scharfenberg-csatlakozókkal vannak felszerelve, így több motorvonat egy egységet alkotva összekapcsolható. A célállomás jelzésére LED-pontmátrix kijelzőt használnak.
A motorvonat hosszirányú merevsége 800 kN.

### Belső tér
Összesen 82 teljes értékű ülés található a 2+2 elosztásban, illetve további 25 lehajtható ülés a három többcélú térben. Ezenkívül 151 állóhely van, amikor a lehajtható ülések nincsenek használatban. A belső tér teljesen légkondicionált. Az ET 2010-hez hasonlóan az egyes járműszegmensek közepén két hátrafelé és két előre néző monitor található. Ezek az utasok tájékoztatására szolgálnak, és mutatják a következő megállót, az útvonalat vagy a csatlakozásokat. A jármű teljes belső terét kamerák figyelik.

### Festés és dizájn
A NET 2012 külső dizájnja a Verkehrsbetriebe Karlsruhe színsémáját követi. A járműveket három színűre festették; a karosszéria dáliasárga, a kötény jelzőpiros, illetve az ablakok körüli sáv fekete színt kapott. A NET 2012 az ET 2010 után a második járműtípus, ami megkapta ezt a 2010-ben bevezetett színsémát. A színsémát a Karlsruher Verkehrsverbund (KVV) arculattervének megfelelően alakították ki.
Az AVG megalapításának hatvanadik évfordulója alkalmából 2017-ben a 355-ös egység zöld-sárga színt kapott, amelyet az AVG 1975-ben vezetett be először az AVG 22–25 kocsikon, és amelyet az 1980-as évekig használtak.

## Közlekedtetésük
Az átadás és a nyilvántartásba vétel után az új járműveket a város belterületén használták az összes vonalon. Használatukat a 2-es vonalon a Lassallestraßén található deltavágány miatt kerülték, de a járművek alkalmanként mégis megfordultak a vonalon. A Rintheimbe tartó vonalág rekonstrukciója után a Karlsruhéban több mint 50 éve üzemelő GT8-D és GT8-60C típusú magaspadlós villamosokat, valamint a 40 éves GT8-70C típusú villamosokat kivonták a forgalomból, bár a NET 2012 ritkán közlekedett az 5-ös vonalon. A NET 2012-egységek a GT6-80C és GT8-80C típusú, nem akadálymentesített, magaspadlós járműveket is felváltották a Stadtbahn Karlsruhe S1, S11 és S2 városi vonalain. 2018 júniusa óta a NET 2012-egységek a VBK hálózatán elsősorban a 2-es, 3-as és 4-es villamosvonalakon közlekednek. Az 1-es és az S2-es vonalakon a régebbi, azonban nagyobb kapacitású GT8-70D/N típust az üzemeltetik helyettük.
A motorvonatok 2017. július 19-e óta az S1 és S11 vonalakon, 2021 decemberétől pedig az új S12 vonalon is üzemelnek.

## Problémák és balesetek
2016. szeptember 1-jén a Technische Aufsichtsbehörde für Straßenbahnen intenzív műszaki ellenőrzést rendelt el, ami azt jelentette, hogy a járműveket ki kellett vonni a forgalomból. 2016. szeptember 9-én, egy pénteki napon a TAB engedélyezte, hogy a járműveket újra üzembe helyezzék, és a következő hétfőtől, a nyári szünet utáni első tanítási naptól a járművek újra közlekedtek.
2016. november eleje óta néhány, de nem az összes járművön váratlan vészfékezések jelentkeztek. A menetrendszerű közlekedés 2017 januárjában indult újra a menetbefolyásoló rendszer hibáinak kiküszöbölése után.
2017. január 12-én egy idős utas könnyebb sérüléseket szenvedett egy kényszerfékezés során. A kényszerfékezés azért következett be, mert a jármű biztonsági rendszere egy kilazult érintkező miatt úgy érzékelte, hogy egy ajtó nyitva van.

## Fordítás
- Ez a szócikk részben vagy egészben  a   NET 2012 című német Wikipédia-szócikk ezen változatának fordításán alapul.  Az eredeti cikk szerkesztőit annak laptörténete sorolja fel. Ez a jelzés csupán a megfogalmazás eredetét és a szerzői jogokat jelzi, nem szolgál a cikkben szereplő információk forrásmegjelöléseként.